# 埃爾姆霍爾 (密歇根州)
埃爾姆霍爾（英語：Elm Hall）是位於美國密歇根州格拉希厄特縣薩姆納鎮區的一個普查規定居民點。

## 人口
根據2020年美國人口普查的數據，埃爾姆霍爾的面積為3.65平方千米，當中陸地面積為3.63平方千米，而水域面積為0.02平方千米。當地共有人口279人，而人口密度為每平方千米76.44人。